# Свистящая смесь (пиротехника)
Свистящая смесь — пиротехническая смесь, предназначенная для получения свистящего звука. Представляет собой твёрдое ракетное топливо, под давлением запрессованное в трубку. Свистящий эффект возникает за счёт большой скорости горения таких смесей и серии микровзрывов на их поверхности.
Необходимым условием для возникновения звуковых колебаний и поддержания работы пиротехнического свистка является прессование состава и свободное пространство между торцом горящей поверхности и срезом трубки. Прессование позволяет добиться уплотнения топливного заряда, способствуя повышению его механической прочности и устранению пор, которые могут привести к неконтролируемому распространению пламени внутрь топливного заряда и его взрыву. Свободное пространство между поверхностью горения и открытым торцом трубки выполняет роль акустического резонатора, задающего основную частоту звуковых колебаний.
Для стабилизации смеси и улучшения её реологических свойств дополнительно в состав вводится минеральная смазка в количестве до 5 %. Смазка способствует снижению трения между твёрдыми частицами смеси, понижая их чувствительность к трению и улучшая прессование за счёт более равномерной передачи усилия между слоями прессуемого столбика. Для повышения громкости свиста и скорости горения, в смесь вводятся окислы меди или железа в количестве до 1 %.
Свистящие смеси могут быть запрессованы с помощью гидравлического пресса с соблюдением необходимой техники безопасности, набивку молотком не используют из-за высокого риска взрыва.
Исторически, смесь бертолетовой соли и галловой кислоты была первой, горение которой в трубке сопровождалось свистом, однако наличие хлоратов в свистящих составах резко повышает их чувствительность к трению и удару, поэтому такие составы были вытеснены смесями на основе перхлората калия. Наиболее известным составом на сегодняшний день является смесь перхлората калия и бензоата натрия в пропорции 70 к 30.